# Niankale
Niankale est une petite ville du Togo située dans la préfecture de Bassar, dans la région de la Kara

## Géographie
Niankale est situé à environ 52 km de Bassar, chef-lieu de la préfecture.

## Vie économique
- Marché paysan
- Atelier

## Lieux publics
- École primaire